# Lago Abiata
Il lago Abiata, detto anche Abàita o Hora Abaita (in amarico አሲያታ ሐይቅ, ʾÄsiyata ḥäyəḳə), è un lago salato situato nel Parco nazionale di Abiata-Sciala, a sud di Addis Abeba, in Etiopia.

## Geografia
Nella Guida dell'Africa Orientale del 1938 il lago viene descritto con forma irregolare, lungo 20 km e largo 18 km, con un'area di circa 230 kmq; lo specchio di acqua salmastra e saponosa è alimentato dal torrente Sucsùc, emissario del lago Zuai e dal supero del lago Langana. Durante le piene, si scarica nel lago Sciala per un torrente che affluisce al Ghìdu.
Secondo lo Statistical Abstract of Ethiopia for 1967/68, il lago Abiata misurava 17 chilometri di lunghezza, 15 di larghezza e aveva una superficie di 205 chilometri quadrati. Nel suo punto più profondo raggiungeva i 14 metri. Si trova a 1573 metri sul livello del mare. Nel 1973 la superficie era scesa a 197 chilometri quadrati, drasticamente passati agli 88 chilometri quadrati del 2006. La profondità dell'acqua è diminuita dai 13 ai 7 metri del 1989. A causa dell'elevato contenuto di sale, nel lago non vivono più pesci.

## Utilizzo
Le cause del prosciugamento del lago sono da ricercare nell'agricoltura intensiva portata avanti con fondi di aziende attive a livello internazionale (ad esempio Groupe Castel, specializzato in viticoltura, e Afriflora Sher, attiva nell'ambito della coltivazione delle rose), ma anche dal prelievo illegale di acqua da parte dei piccoli agricoltori ai danni degli immissari che si gettano nel lago. La Abijatta-Shalla Soda Ash Company (che nell'aprile 2019 era per il 45% di proprietà statale etiope) utilizza l'acqua del lago per la produzione di natron. L'azienda è accusata di aver inquinato pesantemente il lago con sostanze chimiche, accuse che ha sempre rigettato.
All'angolo nord-orientale del lago si trovano diverse sorgenti termali, sfruttate a scopo ricreativo sia dai turisti che dalla gente del posto.